# D̤
D̤ (minuscule : d̤), appelé  D tréma souscrit, est un graphème utilisé dans la romanisation de l’alphabet mandéen et dans la romanisation ALA-LC du sindhi. Elle est composée de la lettre D diacritée d’un tréma souscrit.

## Utilisation
Dans la romanisation ALA-LC du sindhi, ‹ d̤ › translittère le ḍḍal ‹ ڏ › de l’écriture arabe et le d̤a ‹ ॾ › de la devanagari représentant une consonne occlusive injective alvéolaire [ɗ].

## Représentations informatiques
Le D tréma souscrit peut être représenté par les caractères Unicode suivant :
- décomposé (latin de base, diacritiques) :

| formes    | représentations | chaînes de caractères | points de code | descriptions                                         |
| --------- | --------------- | --------------------- | -------------- | ---------------------------------------------------- |
| majuscule | D̤               | D◌̤                    | U+0044 U+0324  | lettre majuscule latine d diacritique tréma souscrit |
| minuscule | d̤               | d◌̤                    | U+0064 U+0324  | lettre minuscule latine d diacritique tréma souscrit |